# Chilili (Novo México)
Chilili é uma Região censo-designada localizada no estado americano de Novo México, no Condado de Bernalillo.

## Demografia
Segundo o censo americano de 2000, a sua população era de 113 habitantes.

## Geografia
De acordo com o United States Census Bureau tem uma área de
2,6 km², dos quais 2,6 km² cobertos por terra e 0,0 km² cobertos por água. Chilili localiza-se a aproximadamente 2023 m acima do nível do mar.

## Localidades na vizinhança
O diagrama seguinte representa as localidades num raio de 24 km ao redor de Chilili.